# Panorama des del pont
Panorama des del pont (en anglès, A View from the Bridge) és una obra de teatre escrita pel dramaturg americà Arthur Miller, estrenada el 29 de setembre de 1955, que transcorre en els anys cinquanta del segle xx, als suburbis portuaris de Nova York. En aquest decorat -dominat per la imposant presència del pont de Brooklyn - aborda Miller el drama dels immigrants il·legals. El 2006 es va estrenar en català sota la direcció de Rafel Duran.

## Argument
En la zona portuària de Brooklyn; Alfieri, un vell advocat que sempre ha viscut al barri, explica un fet tràgic del qual en va ser testimoni impotent: Eddie Carbone, un descarregador d'origen italià, que coneix bé la llei no escrita de solidaritat entre immigrants i s'escandalitza amb les històries dels que en algun moment van delatar compatriotes davant de l'oficina d'immigració, viu amb la seva esposa Bea i la seva jove neboda Catherine, recollida per la parella després que s'hagués quedat òrfena. Des del principi, la sobreprotecció que mostra Eddie davant de la noia indica que té silencioses pretensions cap a ella. Dos cosins de Béatrice, Marco i Rodolpho, fugint de la misèria de la seva regió d'Itàlia, arriben il·legalment als Estats Units i troben refugi a casa d'Eddie. Catherine no triga a enamorar-se de Rodolpho, envers qui Eddie té tanmateix una profunda desconfiança. El descarregador intenta doncs dissuadir la seva neboda d'anar amb en Rodolpho, però els seus esforços continuen sent vans i aviat els dos amants anuncien que tenen la intenció de casar-se. Eddie pren llavors una decisió que tindrà funestes conseqüències. Després, fa una trucada a immigració per denunciar els dos italians. Quan la policia deté als dos clandestins, Marco escup a Eddie i li diu que es venjarà a la italiana mentre que Bea tira per la cara al seu espòs que s'hagi enamorat de la neboda. Katie, que està decidida a casar-se amb Rodolpho i evitar que així sigui expulsat del país, demana a Marco que no aprofiti la seva llibertat condicional per venjar-se, però aquest no li fa cas i mata Eddie en una baralla a navalla.
El 1955, Miller escriu una primera versió de Panorama des del pont , que és llavors una obra d'un acte i parcialment en vers. L'obra és presentada al Coronet Theatre de Broadway el setembre de 1955, i va comptar amb la interpretació de Van Heflin, Ann Driscoll i J. Carrol Naish. L'any següent, Miller treballa el text per fer-ne una peça en dos actes i en prosa. És aquesta versió és de lluny la més coneguda.
El 1962, la peça és adaptada per a la televisió per Sidney Lumet amb Raf Vallone i Maureen Stapleton.
L'obra ha donat igualment lloc a una òpera que es va estrenar a Chicago el 1999. La música és de William Bolcom i el libretto d'Arthur Miller.

## Personatges
- Eddie Carbone.
- Beatrice.
- Catherine "Katie".
- Rodolpho.
- Marco.
- Alfieri.
- Louis.
- Mike.
- Mr. Lipari.
- Mrs. Lipari.
- Sr Lipari.